# Епархия Элка
 Епархия Элка  (лат. Dioecesis Liccanensis) — епархия Римско-Католической церкви с центром в городе Элк, Польша. Епархия Элка входит в митрополию Вармии. Кафедральным собором епархии Элка является церковь святого Адальберта.

## История
25 марта 1992 года Римский папа Иоанн Павел II издал буллу Totus tuus Poloniae populus, которой учредил епархию Элка, выделив её из архиепархии Вармии и епархии Ломжи.
с 1992 года в Элке действует собственная епархиальная семинария.

## Ординарии епархии
- епископ Войцех Земба (25.03.1992 — 16.11.2000) — назначен архиепископом Белостока;
- епископ Эдвард Эугениуш Самсель (16.11.2000 — 17.01.2003);
- епископ Ежи Мазур (17.04.2003 — по настоящее время).

## Источник
- Annuario Pontificio, Libreria Editrice Vaticana, Città del Vaticano, 2003, ISBN 88-209-7422-3
- Булла Totus Tuus Poloniae populus, AAS 84 (1992), стp. 1099  (лат.)